# 博斯塔德市镇
博斯塔德市镇（瑞典語：Båstads kommun）是瑞典南部斯科讷省的一个市镇。其治所位于博斯塔德。